# Monte Flor, Motozintla
Monte Flor är en ort i Mexiko.   Den ligger i kommunen Motozintla och delstaten Chiapas, i den sydöstra delen av landet, 900 km sydost om huvudstaden Mexico City. Monte Flor ligger 1 632 meter över havet och antalet invånare är 156.
Terrängen runt Monte Flor är bergig söderut, men norrut är den kuperad. Runt Monte Flor är det ganska tätbefolkat, med 134 invånare per kvadratkilometer. Närmaste större samhälle är Motozintla de Mendoza, 10,9 km norr om Monte Flor. I omgivningarna runt Monte Flor växer i huvudsak städsegrön lövskog.